# Essential Mix: Classic Edition
Essential Mix: Classic Edition 2002 ósmy album Grandmaster Flash. 

## Spis utworów
1. I Can't Wait
2. I Found Lovin'
3. Before I Let Go
4. We Got The Funk
5. Rapture
6. Last Night A DJ Saved My Life
7. Cavern
8. I'll Do Anything For You
9. Bra
10. Walking On Sunshine
11. Rock Your World
12. Love Is The Message
13. Give It Up Or Turnit A Loose
14. It's Just Begun
15. You're The One For Me
16. Planet Rock